# Котов, Алексей Григорьевич
Алексе́й Григо́рьевич Ко́тов (1904, деревне Кутилово, Новгородская губерния — 4 января 1965, Ярославль) — командир взвода пешей разведки 598-го стрелкового полка, старшина — на момент представления к награждению орденом Славы 1-й степени.

## Биография
Родился в 1904 в деревне Кутилово (ныне — Вожегодского района Вологодской области). Образование начальное, трудился в деревне. В 1924 году окончил ремесленное училище в Череповце, в 1930-х годах работал старшим инспектором уголовного розыска в Вологде.
10 сентября 1933 года осуждён на 5 лет по статье 109 УК РСФСР; наказание отбывал в Ухтоижемском исправительно-трудовом лагере (Коми АССР). В сентябре 1934 года совершил побег, в следующем году осужден ещё на 7 лет. Наказание отбывал в Воркутпечорлаге; освобождён 28 апреля 1942 года.
В июне 1942 года был призван в Красную Армию Кожвинским райвоенкоматом Коми АССР. С ноября 1942 года в действующей армии. Воевал на Волховском, Воронежском, Степном и 2-м Украинском фронтах.
Осенью 1943 года младший сержант Котов командовал взводом снабжения 3-го стрелкового батальона 857-го стрелкового полка 294-й стрелковой дивизии. Во время боёв на Днепре Котов всегда бесперебойно обеспечивал батальон продуктами питания и горячей пищей, доставляя в боевые порядки по переправе. 7 октября 1943 года при налёте самолётов противника на село Сушки, невзирая на разрывы бомб, лично руководил выводом конского состава батальона из района бомбежки в безопасное место. Проявленное мужество и находчивость предотвратили потери конского состава. Был награждён первой боевой наградой — медалью «За отвагу».
Во время наступления в Ясско-Кишинёвской операции младший сержант Котов был уже в должности старшины роты 857-го стрелкового полка. В 1944 году вступил в ВКП(б).
30 мая 1944 года младший сержант Котов в бою у населённого пункта Редиул-Алдей при отражении контратаки противника уничтожил 8 пехотинцев. 31 мая во время контратаки фашистов был тяжело ранен командир роты, и старшина принял на себя руководство стрелковой ротой. Он умело и организованно вёл бой с противником. Под его командованием подразделение не только отразило контратаку, но и, возобновив наступление, уничтожило три огневые точки немцев. Приказом командира 294-й стрелковой дивизии от 15 июня 1944 года младший сержант Котов Алексей Григорьевич был награждён орденом Славы 3-й степени.
Через полтора месяца боец вновь отличился. При штурме высоты, рискуя жизнью, первым ворвался в траншеи противника и увлёк за собой взвод. В рукопашной схватке было уничтожено 28 вражеских солдат и два офицера, захвачено два ручных пулемёта и один миномёт. Во время боя спас жизнь командира роты, а чуть позже, после выхода его из строя, взял на себя командование подразделением и продолжил штурм высот. Приказом по войскам 52-й армии был награждён орденом Красного Знамени.
В наступательных боях с 20 августа 1944 года старший сержант Котов умело руководил взводом пешей разведки и сам участвовал в разведке, добывая ценные сведения о численности вражеских войск, техники и вооружения. При прорыве вражеской сильно укрепленной обороны Котов нашёл в ней слабое место и своевременно донёс об этом командованию полка, благодаря чему наши стрелковые подразделения стремительным натиском прорвали оборонительные линии врага, сломили его сопротивление.
За время с 24 по 30 августа Котов с группой разведчиков неоднократно выявлял скопление войск противника, выяснял его намерения. Благодаря своевременно принимаемым мерам попытки врага прорваться на нашем участке были безуспешны. За эти дни Котов с группой разведчиков захватил в плен более 150 немецких солдат и офицеров, из них 10 офицеров — старшего командного состава. В выполнении заданий командования Котов проявляет личную инициативу, мужество и упорство. Приказом от 29 сентября 1944 года старший сержант Котов Алексей Григорьевич был награждён орденом Славы 2-й степени.
Зимой 1945 года старшина Котов в составе 598-го стрелкового полка участвовал в боях за освобождение Польши. 12 января 1945 года старшина Котов во время прорыва обороны противника севернее города Буско-Здруй первым ворвался в траншею врага и в бою сразил свыше 10 противников. Указом Президиума Верховного Совета СССР от 10 апреля 1945 года за исключительное мужество, отвагу и бесстрашие, проявленные в боях с вражескими захватчиками старшина Котов Алексей Григорьевич награждён орденом Славы 1-й степени. Стал полным кавалером ордена Славы.
В 1945 году старшина Котов был демобилизован. Работал в горотделе милиции города Клайпеда оперуполномоченным, старшим оперуполномоченным. С 1951 года жил в городе Ярославль. Работал на Ярославском электромеханическом заводе «Сельэлектро». В июле 1964 года вышел на пенсию по возрасту. Скончался 4 января 1965 года.
Награждён орденами Красного Знамени, Славы 3-х степеней, медалью «За отвагу» и другими.